# Z-Matrix (Mathematik)
Eine Z-Matrix ist in der Mathematik eine Matrix, bei der die Einträge außerhalb der Hauptdiagonale kleiner gleich Null sind. Eine Z-Matrix {\displaystyle Z=(z_{ij})} erfüllt also {\displaystyle z_{ij}\leq 0} für alle {\displaystyle i\neq j}. Eine Z-Matrix ist gemäß dieser Definition genau das Negative einer Metzler-Matrix. Letztere werden auch als quasipositive Matrizen bezeichnet, weshalb für Z-Matrizen auch der Begriff quasinegative Matrix in der Literatur auftaucht, wenn auch eher selten und normalerweise nur in einem Kontext, in dem auf quasipositive Matrizen hingewiesen wird.